# Reza Shekari
Reza Shekari Qezel Qayah (en persa: رضا شکاری قزلقيه) (Teherán, Irán, 31 de mayo de 1998) es un futbolista iraní. Juega como centrocampista y su equipo es el Persepolis F. C. de la Iran Pro League.

## Clubes
| Club                   | País  | Año       |
| ---------------------- | ----- | --------- |
| Zob Ahan F. C.         | Irán  | 2015-2017 |
| F. C. Rubin Kazán      | Rusia | 2017-2019 |
| Tractor Sazi           | Irán  | 2019-2020 |
| Gol Gohar Sirjan F. C. | Irán  | 2021-2023 |
| Sepahan S. C.          | Irán  | 2023-2025 |
| Persepolis F. C.       | Irán  | 2025-     |

## Palmarés

### Campeonatos nacionales
| Título     | Club           | País | Año     |
| ---------- | -------------- | ---- | ------- |
| Copa Hazfi | Zob Ahan F. C. | Irán | 2015-16 |
| Copa Hazfi | Tractor Sazi   | Irán | 2019-20 |
| Copa Hazfi | Sepahan S. C.  | Irán | 2023-24 |